# پدرو مونهوز
پدرو مونهوز (انگلیسی: Pedro Munhoz؛ زادهٔ ۷ سپتامبر ۱۹۸۶) ورزشکار هنرهای رزمی ترکیبی اهل برزیل است. وی از سال ۲۰۰۹ میلادی تاکنون مشغول فعالیت بوده‌است.